# Selva d'Oza
La Selva d'Oza (Selva d'Oza en aragonès) és un espai natural inclòs al parc natural de les Valls Occidentals situat a la Vall d'Echo (Província d'Osca, Espanya), en la part occidental del Pirineu aragonès. Es tracta d'un espai natural travessat per les aigües del riu Aragó Subordán i envoltat de pics muntanyencs d'entre 2.300 i 2.700 metres, entre els quals destaquen Peña Forca (2.390 m), Punta Agüerri (2.450 m), Castillo de Acher (2.384 m) i Bisaurín (2.668 m).
També són interessants els tres dòlmens que hi ha i les restes d'una de les antigues vies romanes de Antonino Pío, que també fou utilitzada com a camí de peregrinació a Santiago de Compostel·la.

## Flora
Es tracta d'un bosc espès format principalment per avets, barrejats amb pins i fagedes. Altres espècies vegetals són els teixos, aurons i bedolls. Entre els matolls, predomina el boneter europeu, a més d'una enorme varietat de fongs, fruits i flors.

## Fauna
En la Selva d'Oza es poden trobar ossos, fures, isards, cabirols, senglars, teixons, martes, guineus, esquirols i llúdries. Quant als animals voladors, poden veure's també exemplars de trencalòs, voltors i àguiles.
Pel que fa a la fauna piscícola, el riu Aragó Subordán és abundant en truites.

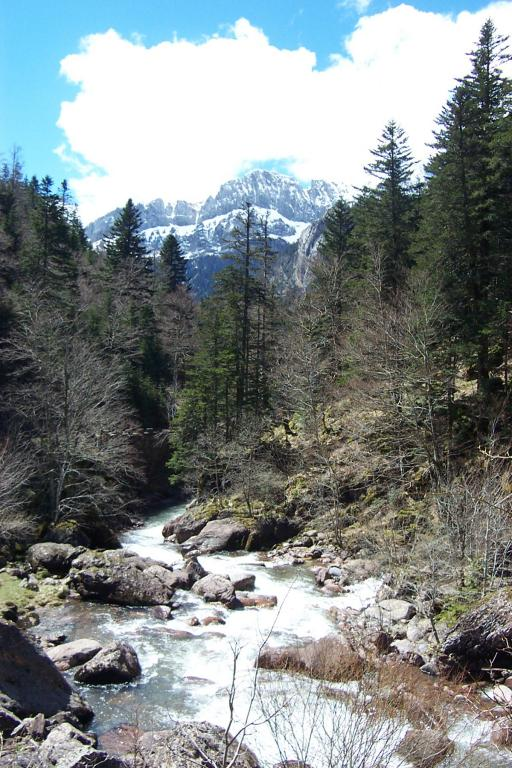
L'Aragó Subordán en la Selva de Oza.
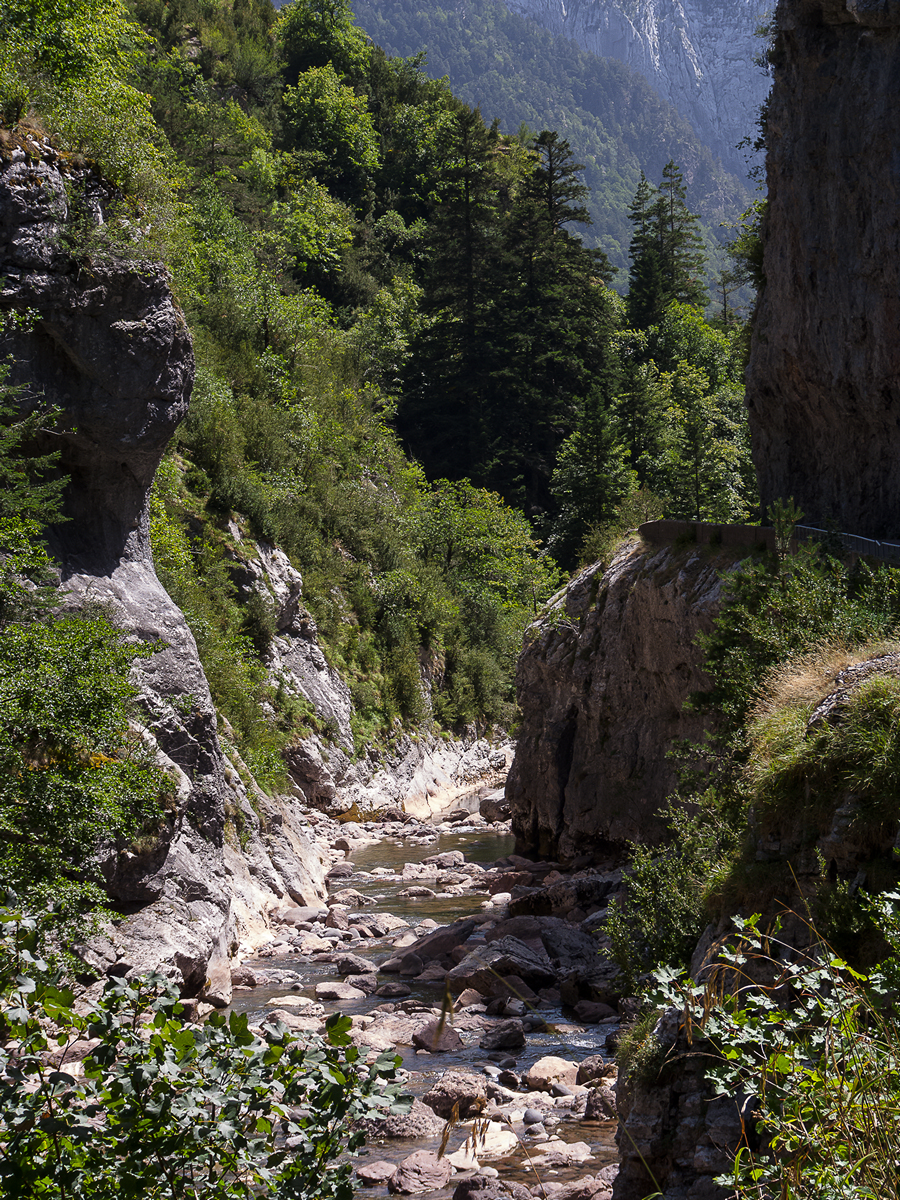
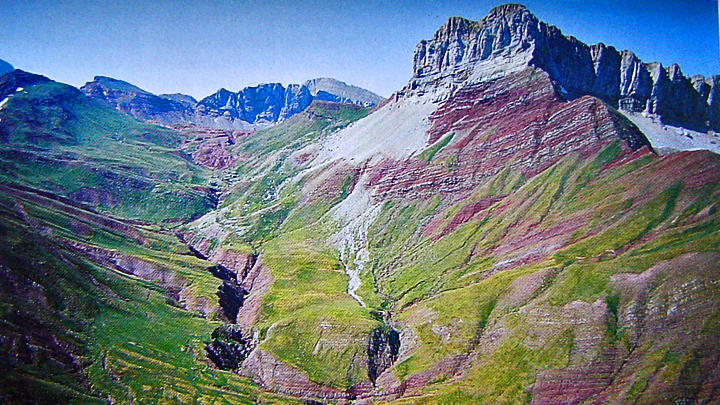